# トライアーナ水道
トライアーナ水道（ラテン語: Aqua Traiana）は古代ローマの水道（ローマ水道）で、第13代皇帝トラヤヌスが109年6月24日に完成させた施設。ローマの北西約40㎞にあるブラッチャーノ湖周辺の地域が水源で、その水はローマ市内各所への給水に使われた。1世紀末までに供用されていたアッピア水道とアンシエティーナ水道では、ローマ市内の人口増大と良質な水質の需要を満たすことができなかったため、トライアーナ水道が造られた。作家Rabun Taylorの記述によれば、水道橋はフォルム・ボアリウム付近の現在のスブリチオ橋（Ponte Sublicio）付近でテヴェレ川を越え、アヴェンティーノの丘を回り込んでオッピオの丘（Colle Oppio）に達していた。
また、途中ジャニコロ丘にあった水車の動力としても使われ、537年の東ゴート族によるローマ略奪ではこの水車を止めるためにトライアーナ水道が破壊された。
水道の供用日ははっきりしており、ヴァティカンの丘にあったナウマキア・トライアニ完成の数か月前、かつトラヤヌス浴場完成の2日後であった。
ローマ水道の技術書の著者でありローマ水道長官でもあったフロンティヌスの存命後に造られた水道施設のため、技術的詳細について残されている史料は少ない。残された遺構が少なく、水道の全長は35kmから60kmの間と推定されるのみである。
ローマ帝国滅亡後長らく使われていなかったが、17世紀にローマ教皇パウルス5世により再築され、パオラ水道として復活した。

## 導水渠の経路

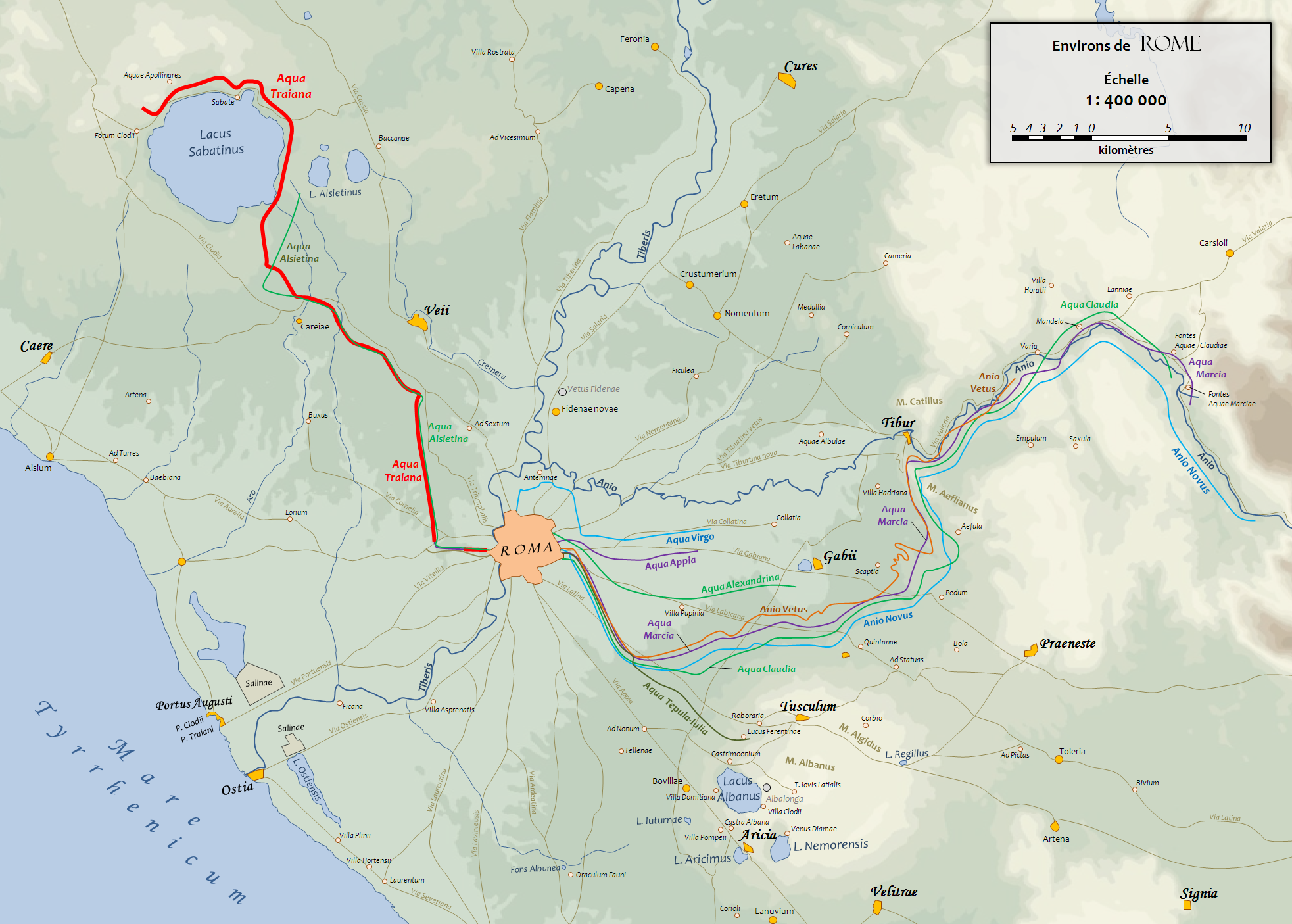
トライアーナ水道の水源からの経路（赤線）

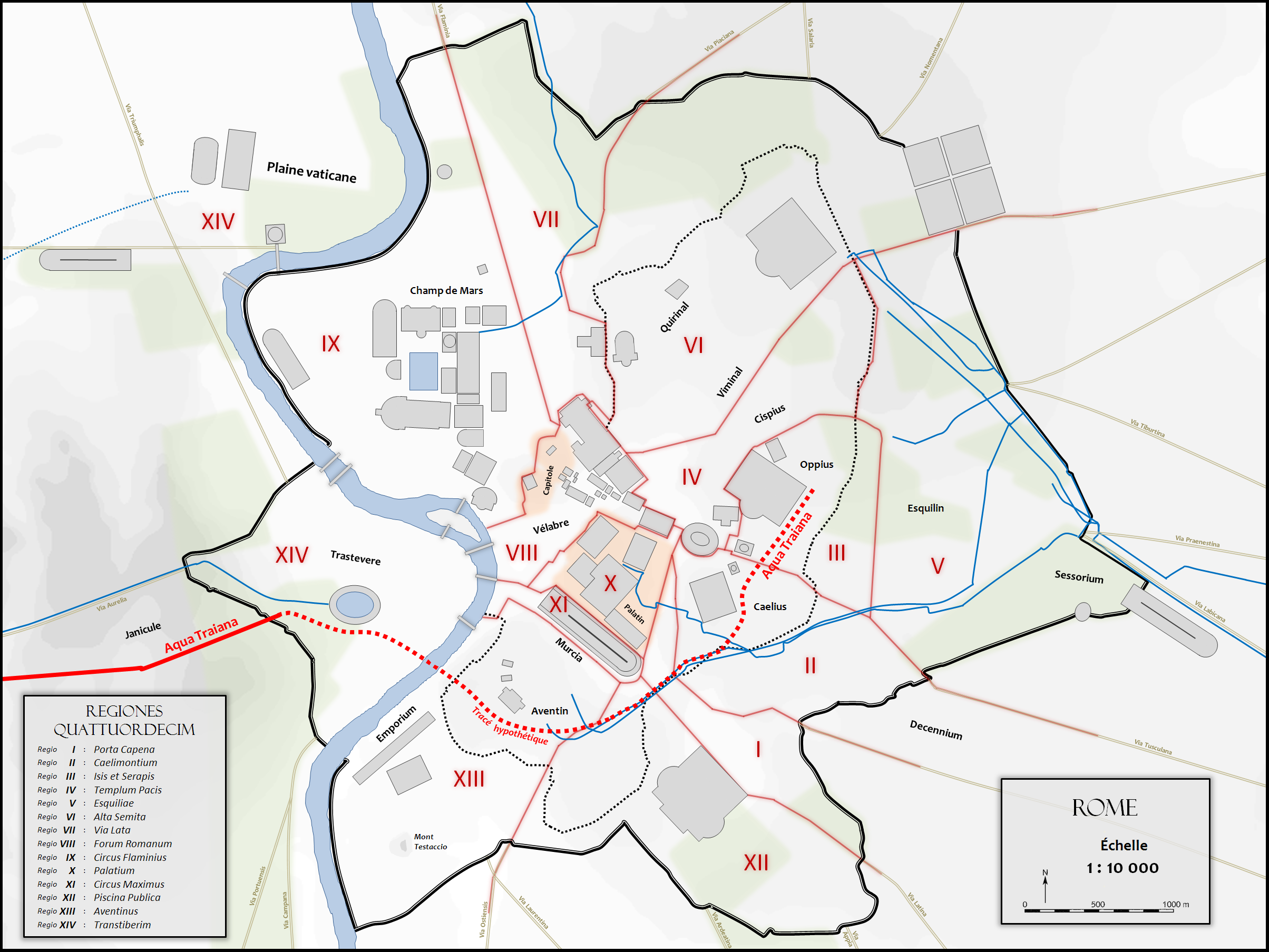
トライアーナ水道のローマ市内における経路（赤線）